# Tamahagane

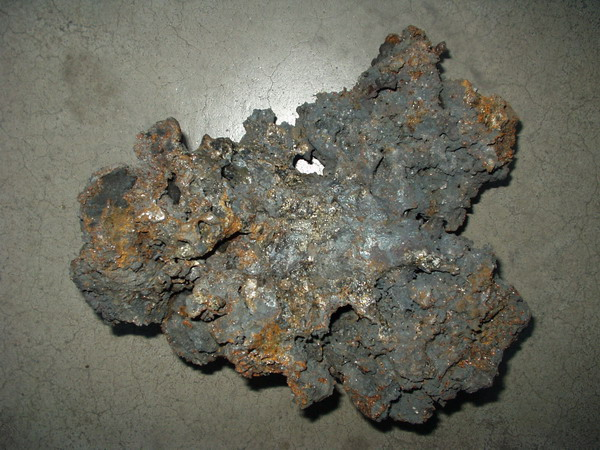
Một mẫu Tamahagane

Tamahagane (玉鋼 Tamahagane) (ngọc cương) là một loại thép thành phẩm của kỹ thuật luyện kim cổ truyền của Nhật Bản. được sử dụng làm nguyên liệu chế tạo đao kiếm và một số công cụ khác. Thành phần cacbon của thép này dao động trong khoảng 0,5–0,7%; có trường hợp lên đến 1,5%.

## Đặc tính
Nguyên liệu luyện sắt thép cổ truyền của Nhật là cát sắt (satetsu, 砂鉄, sa thiết), dạng quặng có nhiều ở Nhật Bản, bao gồm loại hạ phẩm gọi là "mắt đỏ" (akame, 赤目, xích mục) và loại thượng phẩm gọi là "cát thật" (masa, 真砂, chân sa). Người Nhật phối trộn hai thứ cát trên theo tỉ lệ nhất định tùy theo loại thép thành phẩm họ cần.
Bột cát sắt được luyện trong một kiểu lò nung cổ truyền (bloomery) của người Nhật gọi là tatara ở 1000 °C với than củi là nguồn cacbon. Thời gian nung trong lò khoảng 1,5 ngày đến 3 ngày. Trong vòng 1 giờ nung luyện, sắt chìm xuống đáy lò và thợ luyện sắt căn cứ vào màu sắc để chọn ra phần sắt nào tiếp tục được luyện thành tamahagane. Bột quặng cát được châm thêm vào lò cứ mỗi 10 phút và hỗn hợp được đảo thường xuyên.
Sau khi quá trình nung quặng kết thúc, người ta dỡ lò và lấy sắt thành phẩm ra, phần sắt thép có chất lượng tốt nhất nằm ở rìa của khối thành phẩm. Người thợ nhìn vào màu sắc mà lựa ra các phần sắt thép phù hợp với mục đích của mình, những phần có màu sáng được dùng làm nguyên liệu rèn kiếm.

## Sử dụng
Cái tên tamahagane bắt đầu được phổ biến trong thời Minh Trị khi mà công nghệ chế tạo pháo phát triển rất mạnh, ban đầu gang được sử dụng để làm đạn nhưng do bị thấy quá giòn để có thể gây thiệt hại cũng như dễ bị hỏng qua thời gian nên việc làm đạn bắt đầu thay thế bằng thép.
Loại thép này được dùng phổ biến trong việc chế tạo vũ khí lạnh cũng như các loại công cụ kim loại cao cấp và vẫn được dùng cho đến ngày nay như một thành phần trong việc chế tạo các loại thép đặc biệt. Còn loại thép tamahagane nguyên chất được tinh luyện và giám sát bởi Hiệp hội bảo tồn phát triển nghề rèn kiếm nghệ thuật Nhật Bản nó không được bán cho những người không phải trong nghề rèn kiếm vì thế việc mua loại thép này ngoài thị trường là không thể. Đơn vị được chọn để tinh luyện tamahagane cho hiệp hội là Hitachi Metals tại thành phố Yasugi, ngoài ra thì còn một lò luyện truyền thống có thể tinh luyện loại thép này là Nittoho do hiệp hội xây dựng vào năm 1977 tại Shimane. Hiện nay thì việc tinh luyện tamahagane chỉ diễn ra ba đến bốn lần trong năm.